# Rynchobanchus flavopictus
Rynchobanchus flavopictus är en stekelart som beskrevs av Heinrich 1937. Rynchobanchus flavopictus ingår i släktet Rynchobanchus och familjen brokparasitsteklar. Utöver nominatformen finns också underarten R. f. orientalis.